# 格拉比尼夫卡
格拉比尼夫卡（烏克蘭語：Грабинівка），是烏克蘭的村落，位於該國中部波爾塔瓦州，由波爾塔瓦區負責管轄，處於科洛馬克河左岸，距離韋爾霍利0.5公里，海拔高度135米，2001年人口105。